# Microserica difficilis
Microserica difficilis är en skalbaggsart som beskrevs av Moser 1922. Microserica difficilis ingår i släktet Microserica och familjen Melolonthidae. Inga underarter finns listade i Catalogue of Life.